# Františka Barbora z Lichtenštejna
Františka Barbora z Lichtenštejna (německy Franziska Barbara von Liechtenstein, 11. února 1604, Valtice – 6. května 1655) byla rakouská šlechtična a princezna z Lichtenštejna a Mikulova, provdaná z Tilly.

## Život
Františka Barbora se narodila 11. února 1604 ve valtickém zámku na jižní Moravě jako dcera knížete Karla I. z Lichtenštejna a jeho manželky Anny Marie Šemberové z Boskovic a Černé Hory.  Měla starší sestru Annu Marii (1597–1639) a mladšího bratra Karla Eusebia (1611–1684), pozdějšího panujícího knížete.
Její portrét, namalovaný v Německu v roce jejího sňatku, zakoupil v roce 1986 panující kníže František Josef II. do rodové sbírky.
Františka Barbora z Lichtenštejna zemřela 6. května roku 1655.

### Manželství a potomstvo
Dne 3. ledna 1627 se Františka Barbora provdala za vojevůdce hraběte Václava Wernera t'Serclaese z Tilly (1599-1653), pátého ze šesti dětí Jakuba (1555-1624) a Dorotey Východofríské.  Provdala se za něj i přes silný odpor svého otce, jehož svolení si vyžádalo zásah samotného panovníka.
Františka Barbora z Lichtenštejna a Václav Werner t'Serclaes měli tři dcery a čtyři syny: 
- Marie Alžběta Apolonie (* před rokem 1629 - Praha, 14. srpna 1665), provdaná 5. června 1653 za barona Kryštofa Ferdinanda Popela z Lobkowicz (1614-1658) a 26. dubna 1661 za hraběte Viléma Albrechta Krakovského z Kolovrat (1600-1689). Se svým prvním manželem měla jednoho syna: [4]
  - Václav Ferdinand (1654-1697). [5]
- Klára Kateřina, provdaná za Linharta Harbuvala ze Chamaré (?-1684) v roce 1645; [6]
- František Ondřej (? - 25. prosince 1630);
- Arnošt Emerich (1630 - 22. dubna 1675), 27. července 1661 se oženil s hraběnkou Klárou Kateřinou Marií z Lamberka (1644-1663) a podruhé 17. září 1664 s Annou Terezií z Haslangu. Měl syna s první manželkou a tři děti s druhou ženou: [7]
  - Antonín Ferdinand Jan (? - Benátky, 6. března 1683);
  - Ferdinand Lorenc František Xaver (11. srpna 1666 – Linec, 9. ledna 1724);
  - Marie Judita (?-1680);
  - Marie Kateřina (? - 21. července 1774).
- Marie Františka;
- Damián Holfrýd (? - zemřel po 7. listopadu 1661);
- Ferdinand Pavel Karel (? - 27. září 1717).